# Parischnogaster unicuspata
Parischnogaster unicuspata är en getingart som beskrevs av Reyes 1988. Parischnogaster unicuspata ingår i släktet Parischnogaster och familjen getingar. Inga underarter finns listade i Catalogue of Life.